# 邦克希爾 (密西西比州)
邦克希爾（英語：Bunker Hill），又名卡利（Carley），是位於美國密西西比州馬里昂縣的非建制地區。

## 歷史
邦克希爾的郵局於1880年設立，其後於1907年停運。當地於1900年時有人口32人。

## 地理
邦克希爾所處的海拔為高於海平面99米（即325英呎），而該地所採用的時區為UTC-6，即北美中部時區（CST）。同時該地設有夏令時間，為UTC-6調快一小時，即UTC-5（CDT）。